# Tenguínskaya
Tenguínskaya (del ruso: Тенги́нская) es una stanitsa del raión de Ust-Labinsk del krai de Krasnodar de Rusia. Está situada en la orilla derecha del río Labá, afluente del Kubán, 28 km al sudeste de Ust-Labinsk y 81 km al nordeste de Krasnodar, la capital del krai. Tenía 2 706 habitantes en 2010.
Es cabeza del municipio Tenguínskoye.

## Historia
Junto a la localidad se halla un yacimiento arqueológico meota, una ciudadela del siglo VI a. C..
En 1843 se fundó una stanitsa cosaca, que recibió su nombre del regimiento Tenguinski, estacionado aquí durante la guerra del Cáucaso. Formaba parte de la línea defensiva del Labá, propuesta por Grigori Zas en 1837, que trasladó la frontera con los pueblos montañeses al sur del curso del río Kubán, reduciendo la frontera a 140 verstás y el número de fuertes de 19 a 11, a la vez que permitía las incursiones a la zona del Bélaya.

## Nacionalidades
El 93% de la población era de etnia rusa, el 2.1 % de etnia ucraniana, el 1.7 % de etnia armenia, el 1 % de etnia rumana,  el 0.7 % de etnia adigué, el 0.7 % de alemanes, el resto era formado por individuos georgianos, chuvasios, azeríes, tártaros, baskires, bielorrusos, kazajos, kurdos y osetios.

## Servicios sociales
En la stanitsa hay una escuela de enseñanza general (n.º 14, 320 plazas), un internado (n.º 32, 80 plazas), una Casa de Cultura, una enfermería, un dispensario regional, una oficina de correos, una oficina de Sberbank y una iglesia.

## Lugares de interés
En la localidad se halla un monumento a las patrullas de cosacos y un monumento a los caídos en la Gran Guerra Patria.

## Economía y transporte
Las principales actividades económicas son la agricultura y la ganadería.
La estación de ferrocarril más cercana está en Ust-Labinsk.